# Halid Muslimović
Halid Muslimović (Prijedor, 1. veljače 1961.) je bosanskohercegovački pjevač narodne glazbe.

## Diskografija
- Amela, Ti i Ja (1982.)
- Stoj jarane (1983.)
- Hej ljubavi, u dalekom gradu (1984.)
- Putuj, putuj srećo moja (1985.)
- Piši, piši jarane (1986.) - preko 300.000
- Idi druže, laku noć (1987.)
- Ljube mi se tvoje usne (1988.)
- Vrati se, dok mladosti ima (1988.)
- Kunem se (1989.)
- Izdala me snaga (1990.)
- Ne dozvoli (1992.)
- Mene je učilo vrijeme No 1 (1993.)
- Mene Je učilo vrijeme No 2 (1993.)
- Sve je ovo prokleto (1994.)
- Loša navika (1997.)
- Bolje svatovi (1998.)
- Stranac u svom gradu (2000.)
- Želiš me (2002.)
- Opsesija (2005.)
- Greška Najmilija (2008.)
- Adrenalin (2013.)